# سرتخت (شاهین‌شهر و میمه)
سرتخت، روستایی از توابع بخش میمه شهرستان شاهین‌شهر و میمه در استان اصفهان ایران است.

## جمعیت
این روستا در دهستان ونداده قرار دارد و براساس سرشماری مرکز آمار ایران در سال ۱۳۸۵، جمعیت آن زیر سه خانوار بوده‌است.